# San Luis, Aurora
San Luis là một đô thị cấp ba ở tỉnh Aurora, Philippines. Theo điều tra dân số năm 2015, đô thị này có dân số 27.352 người trong.

## Các đơn vị hành chính
San Luis, về mặt hành chính, được chia thành 18 khu phố (barangay).
| - Bacong - Barangay I (Pob.) - Barangay II (Pob.) - Barangay III (Pob.) - Barangay IV (Pob.) - Dibalo - Dibayabay - Dibut - Dikapinisan | - Dimanayat - Diteki - Ditumabo - L. Pimentel - Nonong Senior - Real - San Isidro - San Jose - Zarah |